# 田中雅博
田中 雅博（たなか まさひろ、1946年3月 - 2017年3月21日）は、日本の医師、僧侶。

## 経歴
栃木県芳賀郡益子町の西明寺で生まれる。栃木県立真岡高等学校卒業。父親の勧めで医師を目指し、東京慈恵会医科大学医学部を卒業。国立がんセンターで研究所室長、病院内科医として勤務。大正大学に進学し、仏教を7年間学び、西明寺を継いだ。住職を務めながら、1990年、境内に入院病床を備えた（緩和ケアもおこなう）普門院診療所や介護施設を建てた。2014年10月、末期の膵臓癌が発見された。その後肝臓に転移。30年間「病院にもスピリチュアル・ケアワーカーが必要」と訴え続けた。

## 死去
2017年に入って昏睡状態になるなど病状が悪化し、同年3月21日午前7時20分に死去した。70歳没。その後、寺の住職は同じく医師である妻の貞雅が引き継いだ。

## 著書
- 『般若心経の秘密』電気情報社、2015年、ISBN 978-4924513082
- 『進行がんになった医師で僧侶が語る「がんで死ぬのは怖くない」仏教と医療の再結合・スピリチュアルケア』阿吽社、2016年、ISBN 978-4907244255
- 『いのちの苦しみは消える』小学館、2016年、ISBN 978-4-09-379883-9
- 『軽やかに余命を生きる』KADOKAWA、2016年、ISBN 978-4041041437